# Sant Joan Baptista de Monistrol de Calders
Sant Joan Baptista de Monistrol de Calders és una antiga església del poble de Monistrol de Calders, a la comarca del Moianès.
Està situada a l'esquerra de la riera de Sant Joan, en el petit barri de la Sagrera, a migdia del sector principal del poble. És molt a prop i a ponent de l'església parroquial de Sant Feliu de Monistrol de Calders.
Aquesta capella està documentada des del 1206, i el 1315 hi fou fundat un benefici, per Arnau de Guardiola, que es mantingué molts segles. Els successors dels Guardiola, cognominats Solà de Guardiola, el mantingueren, tot i que tingueren diversos litigis per l'incompliment dels capellans beneficiats de les seves obligacions. Fou capella funerària d'aquesta família, fins que a mitjan segle xix els Solà de Guardiola se la van vendre perquè amenaçava ruïna.
Comprada per un mestre d'obres de Granera, se n'aprofitaren les parets mestres i altres elements, i s'hi feu una casa, que, encara avui dia es coneix a Monistrol de Calders com Ca la Miquela, que era el nom de la muller d'aquell mestre d'obres. A partir dels anys setanta del segle XX s'hi obrí un bar, gestionat per la parròquia, que amb el pas del temps n'ha esdevingut autònom. L'edifici és actualment propietat del Bisbat de Vic.